# Coppa di Lega di Singapore
La Coppa di Lega di Singapore era una competizione calcistica a cui partecipavano le squadre della S-League.
La prima edizione si svolse nel 1997. A partire dal 1998 il torneo fu ribattezzato Singapore Cup ed aperto anche ai club che non militavano nella S-League. Nel 2007 è stata creata una nuova manifestazione rivolta solo ai club di prima divisione che ha ripreso il nome di Coppa di Lega di Singapore (Singapore League Cup).

## Finali
| Anno | Campione                  | Risultato     | Finalista                                 |
| ---- | ------------------------- | ------------- | ----------------------------------------- |
| 1997 | SAFFC                     | 1-0           | [[Geylang International\|Geylang United]] |
| 2007 | Woodlands Wellington      | 4-0           | Sengkang Punggol FC                       |
| 2008 | Gombak United FC          | 2-1           | Super Reds FC                             |
| 2009 | DPMM                      | 1-1 (4-3 dcr) | SAFFC                                     |
| 2010 | Etoile FC                 | 3-1           | Woodlands Wellington                      |
| 2011 | Albirex Singapore         | 0-0 (5-4 dcr) | Hougang United                            |
| 2012 | DPMM                      | 2-0           | Geylang United                            |
| 2013 | Balestier Khalsa          | 4-0           | DPMM                                      |
| 2014 | DPMM                      | 2-0           | Tanjong Pagar Utd                         |
| 2015 | Albirex Niigata Singapore | 2-1           | Balestier Khalsa                          |
| 2016 | Albirex Niigata Singapore | 2-0           | DPMM                                      |
| 2017 | Albirex Niigata Singapore | 2-1 (dts)     | Warriors                                  |